# بحيرة الحمار
بحيرة الحمّار هي بحيرة مالحة في الجزء الجنوبي الشرقي من العراق ضمن أهوار الحمّار. تبلغ مساحتها 600-1350 كم 2. يتقلب منسوب المياه في البحيرة، حيث يتراوح أقصى عمق لها من 1.8 متر في الشتاء إلى 3.0 متر في الربيع. تعد البحيرة من المناطق الرطبة الهامة للطيور. السكان الأصليون هم عرب الأهوار، ويسكن بعضهم قرى على جزر صناعية عائمة. وسميت بحيرة الحمار (تيتان)، أحد معالم القمر تيتان، قمر كوكب زحل، سُمي على اسم بحيرة الحمار.